# Nokia 3250
Nokia 3250 ― мобильный телефон под управлением операционной системы Symbian OS v9.1 (S60 3rd Edition), анонсированный 26 сентября 2005 года и выпущенный в 2006 году. Он отличается уникальным дизайном twist, который превращает традиционную клавиатуру телефона в камеру при повороте 90° и музыкальный проигрыватель при повороте 180°. Он может хранить до 2 гигабайт музыки (500 песен) и другие данные благодаря слоту для карт памяти microSD, а также оснащен двухмегапиксельной камерой и другими возможностями смартфона.